# Рик Светкавицата
Ричард Морган „Рик“ Флеър, по-добре познат под сценичното си име Рик Светкавицата, е пенсиониран американски професионален кечист, подписал с WWE договор за легендарни появи. Познат още като „Момчето на природата“, Светкавицата има наследство като един от най-великите професионални кечисти за всички времена с 40-годишна кариера. Познат е и с участия в National Wrestling Alliance (NWA), World Championship Wrestling (WCW), World Wrestling Federation (WWF, по-късно WWE), и Total Nonstop Action Wrestling (TNA).
Флеър е официално признат от WWE и Pro Wrestling Illustrated (PWI) като 16-кратен световен шампион (осмократен Световен шампион в тежка категория на NWA, шесткратен Световен шампион в тежка категория на WCW и двукратен Шампион на WWF). Всъщност броят на неговите световните титли варира между 16 и 25. Участващ в главните мачове pay-per-view през цялата си кариера, Флеър участва в главния мач на осмото главно годишно събитие на WWE – КечМания, и в последните мачове на равностойното Звездно шоу десет пъти. PWI награди Фреър за кечист на годината за рекордните шест пъти, докато Wrestling Observer Newsletter обявява Фреър за кечист на годината за девет пъти. Единственият двукратен член на Залата на славата на WWE в историята, първо въведен през 2008 за индивидуалната си кариера и втори път през 2012 като част от Четирите конника, Светкавицата е също член на Залата на славата на NWA. В WCW той също има две работи като сценарист – от 1989 – 1990 и пак през 1994.
Светкавицата е първият световен шампион в тежка категория на WCW, като е възнаграден след успеха на WCW от NWA през 1991. С това той става първият Тройно-коронован шампион на WCW, след като е спечелил титлата, и вече е спечелил Титлата на Съединените щати и Световните отборни титли. През 2005 той запълва версията на WWE на Тройна корона, когато спечели Интерконтиненталната титла, след като вече е спечелил Титлата на WWF, както и Световните отборни титли. Използването на официално признатите общо (от WWE, TNA и PWI) от 16 световни титли и чест титли на Съединените щати, Флеър е спечелил общо 31 различни главни титли между NWA, WCW, и WWF/E, с няколко допълнителни регионални титли.

## В кеча
- Финални ходове
  - Diving knee drop[1] – ранна кариера
  - Цифрата 4[1]
- Ключови ходове
  - Back body drop[1]
  - Chop block, обикновено за подготвяне на предстояща Цифра 4[1]
  - Dropkick – ранна кариера
  - Elbow drop[1]
  - Flop (Падане по лице на пода, обикновено след удар, с постановки)
  - Пържола,[1] обикновено последвана от „Woooo“ от публиката
  - Low blow[1]
  - Версии на суплекс
    - Belly to back[1]
    - Delayed vertical[1]
    - Double arm[1]
    - Gutwrench[1]

  - Piledriver
  - Палец[13] или Бръкване в очите[1]
  - Running jumping knee drop[1]
  - Shin breaker, обикновено за подготвяне на предстояща Цифра 4[1]
  - Snapmare[1]
  - Бягащо превъртане на обтегача, заставайки на ръба, с постановки
  - Testicular claw
- Мениджъри и придружителки
  - Арн Андерсън[1]
  - Оли Андерсън
  - Бейби Дол
  - Дебра Маршал
  - Джейм Джей Дилън
  - Дабъл Ди
  - Г-ца Елизабет
  - Фифи (Уенди Барлоу)
  - Джими Харт[14]
  - Боби Хийнан
  - Кърт Хенинг
  - Шери Мартел
  - Хиро Мацуда
  - Жената
- Придружавайки
  - Еволюция
  - Стив Остин
  - Грамадата
  - Снитски
  - Карлито
  - Дейвид Светкавицата[1]
  - Рийд Светкавицата[1]
  - Рики Мортън[1]
  - Фортуна
  - Джобни Пари[1]
  - Дезмонд Улф[1]
  - Роб Тери[15]
  - Мат Харди[16]
  - Гънър[17]
  - Миз
  - Шарлът
- Прякори
  - „Шумният“ Рики Роудс[1]
  - „Момчето на природата“
  - „Нейч“
  - „Нейча Бой“
  - „Най-мръсният играч в играта“
  - „Ай Да! БаЛут!“
  - „Човекът“
  - „Пони за издръжка“
  - „В Лимузина возещ, с Джет ски летящ, Целувки крадящ, Колелото завъртащ, Синът кучи“
  - „Космическата планина“
  - „60-минутният Човек“
  - „Отличният Рик“
  - „Истинският световен шампион“
  - „Господарят на Цифрата 4“[18]
  - „The Golden Stallion“[19]
  - „Бога на кеча“
  - „Първото животно в купона“
- Входни песни
  - „Dawn“ section of the tone poem Also sprach Zarathustra на Рихард Щраус (WCW/WWE; 1970s–2010; 2012 – )[20]
  - „Galaxy Express“ на Ryoichi Kuniyoshi (AJPW)
  - „The Wanderer“ на Dion[21]
  - „Easy Lover“ на Филип Бейли и Фил Колинс (NWA; 1986)
  - „Dance Champion“ на Kool & The Gang (NWA/CWF)
  - „Dawn“ section of the tone poem Also sprach Zarathustra (ремикс) на Дейл Оливър (TNA; 2010 – 2012)
  - „Evolve“ (с Еволюция) на Джим Джонстън
  - „Line in the Sand“ (е Еволюция) на Моторхед
  - „Fortune 4“ на Дейл Оливър (TNA; използвана като част от Фортуна)[22]
  - „Immortal“ на Дейл Оливър (TNA; използвана като част от Безсмътните)[23]
  - „Recognition“ на CFO$ (WWE; 2015–; използвано като мениджър на Шарлът)

## Шампионски титли и отличия
- International Wrestling Institute and Museum
  - Джордж Трагос/Лу Тез Зала на славата (2013)[24]
- Mid-Atlantic Championship Wrestling/Jim Crockett Promotions/World Championship Wrestling
  - Средно-атлантически шампион в тежка категория на NWA (3 пъти)[25]
  - Интернационално световен шампион в тежка категория на WCW (2 титли)
  - Световен шампион в тежка категория на WCW (8 пъти)2[26]
  - (Средно-атлантически) шампион на NWA/Телевизионен шампион на NWA (2 пъти)[27]
  - (Средно-атлантически) шампион в тежка категория на NWA/Шампион в тежка категория на Съединените щати на WCW (6 пъти)1[28][29]
  - Средно-атлантически отборен шампион на NWA (3 пъти) – с Рип Хоук (1), Грег Валънтайн (1), и Големият Джон Съд (1)[30]
  - Световен отборен шампион на NWA (Средно-атлантическа версия) (3 пъти) – с Грег Валънтайн (2) и Блекджак Мълиган (1)[31]
  - Първият Тройно-коронован шампион на WCW
- National Wrestling Alliance
  - Световен шампион в тежка категория на NWA (9 пъти)1[32]
  - Член на Залата на славата на NWA (Клас 2008)
- Pro Wrestling Illustrated
  - Вражда на годината (1987) Четирите конници срещу Супер Силите и Пътните войни[33]
  - Вражда на годината (1988, 1990)  срещу Лекс Лугър[33]
  - Вражда на годината (1989) срещу Тери Фънк[33]
  - Мач на годината (1983) срещу Харли Рейс (10 юни)[33]
  - Мач на годината (1984) срещу Кери Вон Ерик на Парада на шампионите 1[34]
  - Мач на годината (1986) vs.срещу Дъсти Роудс на Голямото американско сбиване в мач в клетка[34]
  - Мач на годината (1989) срещу Рики Стиймбоут на КечВойна[34]
  - Мач на годината (2008) срещу Шон Майкълс на КечМания 24
  - Мач на десетилетието (2000 – 2009) срещу Шон Майкълс на КечМания 24
  - Най-мразен кечист на годината (1978, 1987)[35]
  - Най-вдъхновяващ кечист на годината (2008)
  - Новобранец на годината (1975)[36]
  - Награда Стенли Уестън (2008)
  - Кечист на годината (1981, 1984 – 1986, 1989, 1992)[37]
  - Класиран #3 от топ 500 индивидуални кечисти в PWI 500 през 1991, 1992, и 1994[38][39][40]
  - Класиран #2 от топ 500 индивидуални кечисти в „PWI Years“ през 2003[41]
- Залата и музея на славата на професионалния кеч
  - Клас 2006
- St. Louis Wrestling Club
  - Шампион в тежка категория на Мисури на NWA (1 път)[42]
- Залата на славата по кеч на Сейтнт Луйс
  - Клас 2007
- World Wrestling Federation/World Wrestling Entertainment/WWE
  - Шампион на WWF (2 пъти)[43]
  - Интерконтинентален шампион на WWE (1 път)[43]
  - Световен отборен шампион (3 пъти) – с Батиста (2) и Роди Пайпър (1)[43]
  - Кралско меле (1992)[43]
  - Залата на славата на WWE (2 пъти)
    - Клас 2008 за индивидуалната си карира
    - Клас 2012 като член на Четирите конници

  - Тринайсетият Тройно коронован шампион на WWE
  - Награда Слами за Мач на годината (2008) – срещу Шон Майкълс на КечМания 24
- Wrestling Observer Newsletter
  - Мач 5 Звезди (1987) срещу Бари Уиндам на Купа Крокет на 11 април
  - Мач 5 Звезди (1989) срещу Рики Стиймбоут на Грохот в Чикаго
  - Мач 5 Звезди (1989) срещу Рики Стиймбоут в Мач 2-от-3-туша на Сблъсъкът на шампионите 6: Бесен каджун
  - Мач 5 Звезди (1989) срещу Рики Стиймбоут на КечВойна
  - Мач 5 Звезди (1989) срещу Тери Фънк в Мач „Предавам се“ на Сблъсъка на шампионите 9: Нокаути в Ню Йорк
  - Мач 5 Звезди (1991) с Бари Уиндам, Лари Зъбиско, и Сид Вишъс срещу Брайън Пилман, Стинг, Рик Стейнъри и Скот Стейнър в Мач Военни игри на КечВойна
  - Най-добър злодей (1990)
  - Най-добри интервюта (1991, 1992, 1994)
  - Вражда на годината (1989) срещу Тери Фънк 
  - Мач на годината (1983) срещу Харли Рейс в мач в стоманена клетка на Звездното шоу
  - Мач на годината (1986) срещу Бари Уиндам на Борба за Титли 2 на 14 февруари
  - Мач на годината (1988) срещу Стинг на Сблъсъка на шампионите 1 
  - Мач на годината (1989) срещу Рики Стиймбоут на Сблъсъкът на шампионите 6: Бесен каджун
  - Най-харизматичен (1980, 1982 – 1984, 1993)
  - Най-забележителен (1986, 1987, 1989)
  - Най-много любимият кечист на читателите (1984 – 1993, 1996)
  - Най-лоша вражда на годината (1990) срещу Джънкиярд Дог
  - Най-лош мач на годината (1996) с Арн Андерсън, Минг, Варварина, Лекс Лугър, Кевин Съливан, Зи Генгста и Върховното Решение срещу Хълк Хоуган и Ренди Савидж в Мач Сградите на гибелта на Нецензурно
  - Кечист на годината (1982 – 1986, 1989, 1990, 1992)
  - Залата на славата на Wrestling Observer Newsletter (Клас 1996)

1 ↑Светкавицата спечели Северно-атлантическата версия на Титлата на Съединените щати на NWA шест пъти и шестте са признати дори и след като WCW пое контрола над титлата и я преименува на Титла в тежка категория на Съединените щати на WCW през 1991. Година след като WCW беше купена от WWE, приемствеността на титлите са се отнасяли за Титлата на Съединените щати на WWE. WWE.com публикува противоречива информация относно титлите на Светкавицата – признат за петкратен в една статия, но го описва като шестократен шампион в друга статия.

2 ↑Последните му четири спечелвания на титлата бяха след Джим Крокет младши продаде компанията с на Тед Търнър през ноември 1988 г., която стана World Championship Wrestling. Световната титла в тежка категория на NWA бе защитавана единствено в WCW до оттегляне на WCW от National Wrestling Alliance през 1993.